# Први свет
Први свет је појам се који се односи на доба Хладног рата означавајући државе које су у мањој или већој мери, опредељене за САД и њене вредности као што су демократија или капитализам. Насупорт Првом свету су стајале државе везане уз СССР, а које су назване други свет. Након завршетка Хладног рата се израз задржао пре свега као супротност изразу трећи свет.
У данашњем контексту се под овим појмом пре свега сматрају развијене или високоразвијене земље. Уз њега је везан и појам западни свет.